# Vermell taronja
Els vermells taronja o vermells tarongencs o tarongencs vermells són colors brillants incloses, en el cercle cromàtic, entre el vermell i el taronja.
La norma AFNOR X08-010 " Classificació metòdica general de les colors » va inserir el camp -vermell taronja entre els vermells i els taronges. Els seus estudis van indicar una longitud d'ona dominant d'entre 622 i 605 nanòmetres ; els vermells taronja estenen aquest camp fins a les taronges, a 593 nm. Els vermells tarongencs i els tarongencs vermells són colors brillants i clares. Amb poca brillantor i poca saturació, aquests tons donen marrons o bordeu, per als més vermells; rentats amb blanc, són tons de rosa.
| 590       | 590       | 593       | 593               | 596               | 596               | 599               | 599               | 602               | 602               | 605               | 605               | 609               | 609               | 613               | 613               | 617               | 617               | 622               | 622       | 627       | 627       |
| ← taronja | ← taronja | ← taronja | tarongenc vermell | tarongenc vermell | tarongenc vermell | tarongenc vermell | tarongenc vermell | tarongenc vermell | tarongenc vermell | tarongenc vermell | vermell tarongenc | vermell tarongenc | vermell tarongenc | vermell tarongenc | vermell tarongenc | vermell tarongenc | vermell tarongenc | vermell tarongenc | vermell → | vermell → | vermell → |

El vermell primari de la pantalla de l'ordinador sRGB o Adobe RGB és un vermell taronja, amb una longitud d'ona dominant d'aproximadament 611 nm.
Al segle xix, Michel-Eugène Chevreul es va comprometre a situar els colors entre si i en relació amb les línies de Fraunhofer. El seu típic vermell tarongenc té una longitud d'ona dominant de 617,2 nm. La rosella sobre seda del fabricant Guinon ( p. 145 ), alitzarina (pàg. 218) són de color vermell tarongenc.